# 豊田市立伊保小学校
豊田市立伊保小学校（とよたしりつ いぼしょうがっこう）は、愛知県豊田市保見町にある公立小学校。

## 概要
- 校区は伊保町（一部）、 貝津町、田籾町、東保見町、保見町であり、公立中学校に進学する場合は豊田市立保見中学校へ進学する[1]。

## 沿革
- 1874年（明治7年）4月[注釈 1] - 射穂学校が開校。了喜院[注釈 2]を仮校舎とする。
- 1878年（明治11年）4月 - 校舎を新築し、移転する。
- 1887年（明治20年）4月 - 尋常小学伊保学校に改称する。
- 1889年（明治22年）10月1日 - 伊保堂村、下伊保村、殿貝津村、上伊保村、田籾村が合併し、伊保村が発足。
- 1892年（明治25年）4月 - 伊保尋常小学校に改称する。
- 1897年（明治30年） - 校舎を新築し、移転する。
- 1900年（明治33年） - 高等科を設置し、伊保尋常高等小学校に改称する。
- 1902年（明治35年） - 校舎を増築する。
- 1906年（明治39年）7月1日 - 伊保村と橋見村と合併し、保見村が発足。
- 1907年（明治40年）1月 - 保見第一尋常小学校に改称する。
- 1911年（明治44年） - 校舎を増築する。
- 1916年（大正5年） - 校舎を増築する。
- 1917年（大正6年）10月 - 実業補習学校を併設する。
- 1926年（大正15年）7月 - 青年訓練所を併設する。
- 1935年（昭和10年）7月 - 青年学校を併設する。
- 1941年（昭和16年）4月1日 - 保見村立東部国民学校に改称する。
- 1947年（昭和22年）4月1日 - 保見村立東部小学校に改称する。
- 1951年（昭和26年）10月 - 校舎を増築する。
- 1955年（昭和30年）3月1日 - 保見村と石野村が猿投町に編入される。同時に猿投町立伊保小学校に改称する。
- 1956年（昭和31年）7月 - 校舎を増築する。
- 1966年（昭和41年）2月 - 校舎を新築（鉄筋コンクリート造）する。
- 1967年（昭和42年）4月1日 - 猿投町が豊田市へ編入される。同時に豊田市立伊保小学校に改称する。
- 1973年（昭和48年） - 創立百周年を迎える。
- 1975年（昭和50年）4月 - 豊田市立東保見小学校を分離する。

## 交通アクセス
- 愛知環状鉄道保見駅下車、徒歩約5分。

## 周辺施設
- 豊田市立保見中学校
- 豊田市立西保見小学校
- 豊田市立東保見小学校
- 豊田市立浄水北小学校
- 愛知環状鉄道保見駅
- 豊田市立伊保こども園
- さなげカントリークラブ
- 豊田大谷高等学校
- 中京大学豊田キャンパス